# Daskal-Atanasovo, Stara Zagora
Daskal-Atanasovo (în bulgară Даскал-Атанасово) este un sat în comuna Radnevo, regiunea Stara Zagora,  Bulgaria. 

## Demografie
Componența etnică a satului Daskal-Atanasovo
     Turci (6,64%)
     Bulgari (90,5%)
     Nicio identificare (2,84%)
     Altele (0%)
La recensământul din 2011, populația satului Daskal-Atanasovo era de 316 locuitori. Din punct de vedere etnic, majoritatea locuitorilor (90,5%) erau bulgari, cu o minoritate de turci (6,64%). Pentru 2,84% din locuitori nu este cunoscută apartenența etnică.